# Бурсма, Ян
Ян Бурсма (нидерл.  Jan D. Boersma; род. 1 ноября 1968) — антильский яхтсмен, серебряный призёр Олимпийских игр 1988 года в классе парусная доска. Завоевал единственную олимпийскую награду Нидерландских Антильских островов.